# حامد كرزاي
حامد كرزاي (بشتوية/درية: حامد کرزی) (24 ديسمبر 1957 -)، رئیس جمهورية أفغانستان الإسلامية منذ 22 ديسمبر 2001 إلى أن خلفه أشرف غني في 29 سبتمبر 2014.
ولد بقریة کرز فی ولایة قندهار، وکان والده من وجهاء طائفة بوبلزي ومساعداً لمجلس الوزراء في ستینیات القرن العشرين، لکنه لقی مصرعه بمدینة کویتا الباکستانیة فی التسعینیات.
تـخرج من مدرسة محمود هوتكي الابتدائیة في كابول، ثم التحق بکلیة العلوم السیاسیة والعلاقات الدولیة في الهند حیث أنهی دراسته هناك بنجاح. اشتغل بأمور تربویة فی مدارس باكستان إبان الغزو السوفیتي لأفغانستان. وبعد مجیء حکومة المجاهدین الأفغان عام 1996 أصبح مساعد لوزیر الخارجیة. ومع انهیار حكومة طالبان الإسلامیة أصبح شهیراً وقاد حملة لإسقاط حركة طالبان.
انتخب رئیساً لجمهوریة أفغانستان الإسلامیة في عام 2004 بعد نیله 55 % من الأصوات فی الانتخابات البرلمانیة التي جرت في أفغانستان.
وقد نجى من محاولة اغتيال فاشلة في العاصمة الأفغانية كابول في يوم الأحد 27 أبريل 2008.

## وجهات نظر حول طالبان
وفي مقابلة عام 2013 مع الجزيرة، وصف كرزاي حركة طالبان بـ«إخوته». وزعم أن الحكومة الأفغانية والشعب الأفغاني لا يريدان القضاء على طالبان، بل يريدان إعادة دمج طالبان في المجتمع. ولم تكن هذه هي المرة الأولى التي يطلق فيها على طالبان إخوانه. وكان قد وصفهم في السابق بالإخوة خلال خطاب النصر الذي ألقاه عام 2009، بعد يوم واحد من إعلانه رئيساً.

### الهجوم على معسكر تدريب طالبان
في 14 سبتمبر 2015، ادعى قائد الشرطة الإقليمية الجنرال داود أحمدي أن حامد كرزاي أوقف هجومًا على معسكر تدريب لطالبان في ولاية لوكر في أفغانستان. وقد استخدم المعسكر نقطة انطلاق ويجري التخطيط لعملية عسكرية للتعامل مع المعسكر. لكن كرزاي منعهم من مهاجمة المعسكر. وزعم أحمدي كذلك أنه كان هناك حوالي 200 مسلح تم تدريبهم في المعسكر في ذلك الوقت.

## بعد الرئاسة
بعد الغارة الجوية على ننكرهار 2017، أدان كرزاي خليفته، الرئيس أشرف غني، ووصفه بالخائن.
بعد سقوط جمهورية أفغانستان الإسلامية في أيدي طالبان في 17 أغسطس 2021، اجتمع زعيم حزب الحزب الإسلامي قلب الدين قلب الدين حكمتيار مع كرزاي وعبد الله عبد الله، رئيس المجلس الأعلى للمصالحة الوطنية والرئيس التنفيذي السابق ‏، في الدوحة، سعياً لتشكيل حكومة مؤقتة مع طالبان.
في فبراير 2022، أدان كرزاي قرار رئاسة جو بايدن بإلغاء تجميد 7 مليارات دولار من أصول المصرف المركزي الأفغاني وتقسيم الأموال بين المساعدات الإنسانية لأفغانستان و ضحايا هجمات 11 سبتمبر 2001. ووصف كرزاي القرار بأنه "فظاعة"، وبينما قال إن الأفغان يتعاطفون مع ضحايا 11 سبتمبر، فإن الأموال مملوكة للشعب الأفغاني، الذي عانى أيضًا من عواقب الهجمات.
انتقد كرزاي فشل حكومة طالبان في الوفاء بوعودها فيما يتعلق بحقوق المرأة، وطلب من طالبان إعادة فتح المدارس للفتيات. وفي مقابلة مع سي إن إن، انتقد أيضًا مطالبة النساء بارتداء البرقع وتغطية وجوههن.

## حياته الأسرية
تزوج من زینت قریشي في 23 مايو 1999 وله ابن واحد هو ميرويس ولد في 25 مايو 2007.

## وصلات خارجية
- حميد كرزاي على موقع IMDb (الإنجليزية)
- حميد كرزاي على موقع الموسوعة البريطانية (الإنجليزية)
- حميد كرزاي على موقع مونزينجر (الألمانية)
- حميد كرزاي على موقع إن إن دي بي (الإنجليزية)
- حميد كرزاي على موقع كينوبويسك (الروسية)